# Adsorbat
 (juin 2022).
Si vous disposez d'ouvrages ou d'articles de référence ou si vous connaissez des sites web de qualité traitant du thème abordé ici, merci de compléter l'article en donnant les références utiles à sa vérifiabilité et en les liant à la section « Notes et références ».
Un adsorbat est un composé en chimie qui intervient dans un processus d’adsorption. Il joue le rôle de la particule dite adsorbée, c’est-à-dire celle qui se déplace du milieu extérieur vers la surface d’adsorption. Il est complémentaire de l’adsorbant, qui est le composé qui adsorbe.
Un adsorbat peut être un composé en solution, ou en phase gazeuse, selon l'adsorption considérée.

## Exemples
- Dans l’adsorption du bleu de méthylène par le charbon actif en solution, le bleu de méthylène joue le rôle d’adsorbat, le charbon actif celui d’adsorbant.